# Leichtathletik-Ozeanienmeisterschaften 1996
Die dritten Leichtathletik-Ozeanienmeisterschaften fanden vom 28. bis 30. November 1996 in der  australischen Stadt Townsville, Queensland statt. Es wurden 42 Wettkämpfe ausgetragen, davon 22 für Männer und 20 für Frauen. Erfolgreichste Nation wurde zum dritten Mal in Folge Neuseeland (14 Goldmedaillen) vor Australien (12 Goldmedaillen); erfolgreichste Teilnehmerin wurde die tongaische Athletin Siulolo Liku mit drei Gold- und einer Silbermedaille. Vier Wettbewerbe der Frauen wurden von nur einer Teilnehmerin beendet, fünf weitere Disziplinen, davon eine bei den Männern, schlossen nur zwei Athletinnen respektive Athleten ab.

## Liste der Medaillengewinner

### Männer
| Disziplin         | Gold                    | Gold         | Silber                  | Silber       | Bronze              | Bronze       |
| ----------------- | ----------------------- | ------------ | ----------------------- | ------------ | ------------------- | ------------ |
| 100 m             | Tuluta'u Koula          | 10,56 s      | Justin Smith            | 10,61 s      | Aminiasi Babitu     | 10,82 s      |
| 200 m             | Soloveni Nakaunicina    | 21,54 s (w)  | Laurence Jack           | 22,02 s (w)  | Aminiasi Babitu     | 22,19 s (w)  |
| 400 m             | Bjorn Jansen            | 47,43 s      | Soloveni Nakaunicina    | 47,55 s      | Baptiste Firiam     | 48,97 s      |
| 800 m             | Mark Turner             | 1:53,61 min  | Sebastine Sena          | 1:54,49 min  | Andrew Keane        | 1:55,67 min  |
| 1500 m            | Mark Turner             | 3:58,52 min  | Mark McDonald           | 3:59,69 min  | Sebastine Sena      | 4:00,82 min  |
| 5000 m            | Isireli Naikelekelevesi | 15:54,65 min | Jonas Sumu              | 16:10,76 min | Morris Manai        | 16:17,81 min |
| 10.000 m          | Primo Higa              | 34:04,45 min | Isireli Naikelekelevesi | 35:27,94 min | Rendelius Germinaro | 38:24,32 min |
| Halbmarathon      | Charles Martel          | 1:14:18 h    | Primo Higa              | 1:15:28 h    | Georges Richmond    | 1:16:54 h    |
| 110 m Hürden      | Avele Tanielu           | 15,15 s      | Graham Pether           | 15,37 s      | Steven Heard        | 15,49 s      |
| 400 m Hürden      | Callum Stuart           | 53,74 s      | Brendan Mallyon         | 55,24 s      | Avele Tanielu       | 1:07,51 min  |
| 3000 m Hindernis  | Primo Higa              | 9:41,87 min  | Jonas Sumu              | 9:48,30 min  | Morris Manai        | 9:48,31 min  |
| 4 × 100 m Staffel | Fidschi                 | 42,36 s      | Vanuatu                 | 42,39 s      | Australien          | 42,75 s      |
| 4 × 400 m Staffel | Papua-Neuguinea         | 3:21,51 min  | Vanuatu                 | 3:22,34 min  | Australien          | 3:22,38 min  |
| 10 km Gehen       | Nick McDonald           | 51:17 min    | Dip Chand               | 54:30 min    |                     |              |
| Hochsprung        | Zane Dockray            | 2,07 m       | Hapo Maliaki            | 1,99 m       | Benetti Schwalger   | 1,96 m       |
| Stabhochsprung    | Lee Brown               | 4,20 m       | Latu Tufunga            | 4,20 m       | Steven May          | 4,00 m       |
| Weitsprung        | Robert Tubaga           | 6,99 m       | Lee Brown               | 6,83 m       | Colin Kerr          | 6,81 m       |
| Dreisprung        | Clinton Joyce           | 15,20 m (w)  | Josh Ferguson           | 15,10 m (w)  | Avele Tanielu       | 13,31 m (w)  |
| Kugelstoßen       | Chris Gaviglio          | 15,92 m      | Richard Thompson        | 15,89 m      | Kevin Galea         | 15,17 m      |
| Diskuswurf        | Chris Boccalatte        | 49,90 m      | Patrick Hellier         | 49,90 m      | Chris Gaviglio      | 49,80 m      |
| Hammerwurf        | Patrick Hellier         | 63,60 m      | Brentt Jones            | 52,10 m      | Daniel Goulding     | 41,26 m      |
| Speerwurf         | Andrew Harrison         | 65,26 m      | Ian Swarbrick           | 60,36 m      | Blair Stewart       | 59,64 m      |

### Frauen
| Disziplin         | Gold              | Gold         | Silber                   | Silber       | Bronze           | Bronze      |
| ----------------- | ----------------- | ------------ | ------------------------ | ------------ | ---------------- | ----------- |
| 100 m             | Siulolo Liku      | 12,26 s      | Tasha Williams           | 12,27 s      | Melissa Toigo    | 12,51 s     |
| 200 m             | Renee Robson      | 24,51 s (w)  | Anita Sutherland         | 25,13 s (w)  | Rossa Maira      | 25,40 s (w) |
| 400 m             | Renee Robson      | 55,27 s      | Rossa Maira              | 57,78 s      | Rachael Savage   | 58,47 s     |
| 800 m             | Vasa Tulahe       | 2:23,37 min  |                          |              |                  |             |
| 1500 m            | Salome Tabuatalei | 4:52,05 min  | Vasa Tulahe              | 4:54,25 min  | Sieni Skelton    | 5:51,48 min |
| 5000 m            | Salome Tabuatalei | 19:17,56 min | Vasa Tulahe              | 19:34,12 min |                  |             |
| Halbmarathon      | Marion Canute     | 1:21:43 h    | Monique Greenoff-Gaffney | 1:43:07 h    | Sieni Skelton    | 1:59:15 h   |
| 100 m Hürden      | Siulolo Liku      | 14,61 s (w)  | Melina Hamilton          | 14,92 s (w)  | Elaine Glen      | 15,88 s (w) |
| 400 m Hürden      | Megan Minehane    | 1:05,15 min  |                          |              |                  |             |
| 4 × 100 m Staffel | Neuseeland        | 47,67 s      | Australien               | 49,84 s      |                  |             |
| 4 × 400 m Staffel | Neuseeland        | 3:59,83 min  | Australien               | 4:07,35 min  |                  |             |
| Gehen             | Angela Keogh      | 57:14 min    |                          |              |                  |             |
| Hochsprung        | Belinda Lavarack  | 1,74 m       | Vicki Collins            | 1,74 m       |                  |             |
| Stabhochsprung    | Melina Hamilton   | 3,60 m       |                          |              |                  |             |
| Weitsprung        | Melissa Toigo     | 6,11 m       | Siulolo Liku             | 5,96 m       | Anita Sutherland | 5,79 m (w)  |
| Dreisprung        | Siulolo Liku      | 12,29 m      | Caryn Morris             | 11,91 m (w)  | Megan Minehane   | 11,61 m (w) |
| Kugelstoßen       | Raylene Bates     | 13,11 m      | Maria Disolokai          | 12,18 m      | Joanne Morris    | 12,17 m     |
| Diskuswurf        | Raylene Bates     | 42,08 m      | Maria Disolokai          | 37,70 m      | Helen Wallis     | 36,06 m     |
| Hammerwurf        | Tasha Williams    | 53,24 m      | Raylene Bates            | 46,36 m      | Sharyn Tennent   | 39,80 m     |
| Speerwurf         | Hayley Wilson     | 45,68 m      | Renee Jacobsen           | 40,86 m      | Brooke Stevenson | 38,50 m     |

## Statistik

### Erfolgreichste Teilnehmer
Aufgeführt sind alle Teilnehmer, die bei den Ozeanienmeisterschaften 1996 mehr als eine Medaille gewannen. Nicht enthalten sind Medaillen aus den Staffelwettbewerben.
| Athlet(in)                                                                    | Gold | Silber | Bronze | Gesamt |
| ----------------------------------------------------------------------------- | ---- | ------ | ------ | ------ |
| Siulolo Liku                                                                  | 3    | 1      | 0      | 4      |
| Raylene Bates                                                                 | 2    | 1      | 0      | 3      |
| Renee Robson Salome Tabuatalei Mark Turner                                    | 2    | 0      | 0      | 2      |
| Vasa Tulahe                                                                   | 1    | 2      | 0      | 3      |
| Lee Brown Melina Hamilton Patrick Hellier Soloveni Nakaunicina Tasha Williams | 1    | 1      | 0      | 2      |
| Avele Tanielu                                                                 | 1    | 0      | 2      | 3      |
| Chris Gaviglio Melissa Toigo                                                  | 1    | 0      | 1      | 2      |
| Maria Disolokai Jonas Sumu                                                    | 0    | 2      | 0      | 2      |
| Rossa Maira Sebastine Sena                                                    | 0    | 1      | 1      | 2      |
| Aminiasi Babitu Sieni Skelton                                                 | 0    | 0      | 2      | 2      |

### Medaillenspiegel
Die Platzierungen im Medaillenspiegel sind nach der Anzahl der gewonnenen Goldmedaillen sortiert, gefolgt von der Anzahl der Silber- und Bronzemedaillen (lexikographische Ordnung). Weisen zwei oder mehr Nationen eine identische Medaillenbilanz auf, werden sie alphabetisch geordnet auf dem gleichen Rang geführt.
| Rang | Nation                                    | Gold | Silber | Bronze | Gesamt |
| ---- | ----------------------------------------- | ---- | ------ | ------ | ------ |
| 1.   | Neuseeland                                | 14   | 8      | 4      | 26     |
| 2.   | Australien                                | 12   | 11     | 15     | 38     |
| 3.   | Fidschi                                   | 5    | 5      | 2      | 12     |
| 4.   | Tonga                                     | 5    | 4      | 0      | 9      |
| 5.   | Salomonen                                 | 2    | 1      | 0      | 3      |
| 6.   | Vanuatu                                   | 1    | 5      | 1      | 7      |
| 7.   | Papua-Neuguinea                           | 1    | 3      | 4      | 8      |
| 8.   | Norfolkinsel                              | 1    | 1      | 0      | 2      |
| 9.   | Westsamoa                                 | 1    | 0      | 3      | 4      |
| 10.  | Amerikanisch-Samoa                        | 0    | 0      | 2      | 2      |
| 11.  | Föderierte Staaten von Mikronesien Tahiti | 0    | 0      | 1      | 1      |
| 13.  | Cookinseln Guam Nauru Nördliche Marianen  | 0    | 0      | 0      | 0      |